# Barbados tại Thế vận hội
Barbados tham dự Thế vận hội Mùa hè lần đầu năm 1968, và đã liên tục gửi vận động viên (VĐV) tới các kỳ sau đó, trừ lần tẩy chay Thế vận hội Mùa hè 1980. Obadele Thompson là người đã mang về tấm huy chương duy nhất cho Barbados tính tới thời điểm này, huy chương đồng chạy 100 mét nam tại Thế vận hội Mùa hè 2000.
Barbados từng tham gia Olympic như một phần của Liên bang Tây Ấn vào năm 1960. Một VĐV Barbados là James Wedderburn đã thi đấu trong đội chạy tiếp sức 4 × 400 mét, góp công đoạt huy chương đồng.
Quốc gia này chưa từng tham gia Thế vận hội Mùa đông.

## Bảng huy chương

### Huy chương tại các kỳ Thế vận hội Mùa hè
| Thế vận hội           | Số VĐV                                  | Vàng                                    | Bạc                                     | Đồng                                    | Tổng số                                 | Xếp thứ                                 |
| 1896–1956             | không tham dự                           | không tham dự                           | không tham dự                           | không tham dự                           | không tham dự                           | không tham dự                           |
| Roma 1960             | như một phần của Tây Ấn thuộc Anh (BWI) | như một phần của Tây Ấn thuộc Anh (BWI) | như một phần của Tây Ấn thuộc Anh (BWI) | như một phần của Tây Ấn thuộc Anh (BWI) | như một phần của Tây Ấn thuộc Anh (BWI) | như một phần của Tây Ấn thuộc Anh (BWI) |
| Tokyo 1964            | không tham dự                           | không tham dự                           | không tham dự                           | không tham dự                           | không tham dự                           | không tham dự                           |
| Thành phố México 1968 | 9                                       | 0                                       | 0                                       | 0                                       | 0                                       | –                                       |
| München 1972          | 13                                      | 0                                       | 0                                       | 0                                       | 0                                       | –                                       |
| Montréal 1976         | 11                                      | 0                                       | 0                                       | 0                                       | 0                                       | –                                       |
| Moskva 1980           | không tham dự                           | không tham dự                           | không tham dự                           | không tham dự                           | không tham dự                           | không tham dự                           |
| Los Angeles 1984      | 16                                      | 0                                       | 0                                       | 0                                       | 0                                       | –                                       |
| Seoul 1988            | 17                                      | 0                                       | 0                                       | 0                                       | 0                                       | –                                       |
| Barcelona 1992        | 17                                      | 0                                       | 0                                       | 0                                       | 0                                       | –                                       |
| Atlanta 1996          | 13                                      | 0                                       | 0                                       | 0                                       | 0                                       | –                                       |
| Sydney 2000           | 18                                      | 0                                       | 0                                       | 1                                       | 1                                       | 71                                      |
| Athens 2004           | 10                                      | 0                                       | 0                                       | 0                                       | 0                                       | –                                       |
| Bắc Kinh 2008         | 8                                       | 0                                       | 0                                       | 0                                       | 0                                       | –                                       |
| Luân Đôn 2012         | 6                                       | 0                                       | 0                                       | 0                                       | 0                                       | –                                       |
| Rio de Janeiro 2016   | 12                                      | 0                                       | 0                                       | 0                                       | 0                                       | –                                       |
| Tokyo 2020            | chưa diễn ra                            |                                         |                                         |                                         |                                         |                                         |
| Tổng số               | Tổng số                                 | 0                                       | 0                                       | 1                                       | 1                                       | 141                                     |

### Huy chương theo môn
| Điền kinh | 0 | 0 | 1 | 1 | 96  |
| Tổng số   | 0 | 0 | 1 | 1 | 141 |

## VĐV giành huy chương
| Huy chương | Tên VĐV          | Thế vận hội | Môn thi đấu | Nội dung      |
| ---------- | ---------------- | ----------- | ----------- | ------------- |
| Đồng       | Obadele Thompson | Sydney 2000 | Điền kinh   | 100 mét (nam) |